# Tragia triumfetoides
Tragia triumfetoides är en törelväxtart som beskrevs av Michael George Gilbert. Tragia triumfetoides ingår i släktet Tragia och familjen törelväxter.
Artens utbredningsområde är Etiopien. Inga underarter finns listade i Catalogue of Life.